# Nos ancêtres les Gaulois
 (juin 2019).
 (juin 2019).
« Nos ancêtres les Gaulois » est une expression utilisée aux XIXe et XXe siècles pour évoquer l'ascendance gauloise de la population française. Dans la lignée des premiers protochronistes et des nationalismes émergents, cette expression est apparue à une époque où les peuples d'Europe cherchaient à se donner une ascendance antique, pour justifier l'existence de leur État-Nation (ou leurs aspirations à en avoir un) en prouvant l'existence immémoriale de leurs Nations (voir irrédentisme). Expression typique du « roman national », elle sous-tendait notamment le récit de l'histoire de France dans les manuels scolaires de la Troisième République. Cette ascendance gauloise mythique est un sujet récurrent encore repris par de nombreuses personnalités politiques et médiatiques françaises.

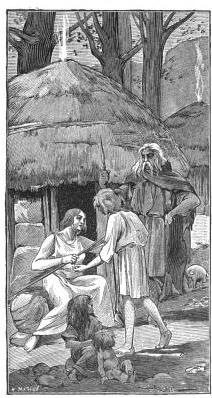
Premier chapitre Les Gaulois et les Romains, dans Histoire de France, cours élémentaire, 1913, sous la direction d'Ernest Lavisse.

## Historique de l'expression
Depuis le haut Moyen Âge, la monarchie française se prévalait d'une origine franque, les conquêtes de Clodion le Chevelu et de son petit-fils Clovis suffisant à l'époque pour justifier, par le droit de conquête, l'existence du royaume. Une première tentative de concevoir une ascendance mythique à la France fut l'œuvre de Pierre de Ronsard en 1572. Dans La Franciade, il tenta de faire remonter l'ascendance des Francs à la guerre de Troie, à l'instar des Romains dans l'Énéide et des Bretons selon la matière de Bretagne. Cependant, ce premier essai a été fraîchement accueilli, beaucoup y voyant une vaine tentative d'imiter l'œuvre de Virgile. Cela dit, cette première tentative de donner une ascendance mythique aux Français a ouvert une brèche, dans laquelle d'autres allaient ensuite s'engouffrer. Les révolutionnaires de 1789, voulant supprimer les privilèges des aristocrates se targuant d'une origine franque, se mirent ainsi en quête d'autres symboles nationaux qui puissent permettre de détacher la notion de France du royaume ayant porté ce nom depuis plus d'un millénaire. Certains historiens[Qui ?], ne pouvant légitimement prétendre descendre directement des Romains, remontèrent donc plusieurs siècles avant la conquête franque pour créer ainsi l'origine gauloise du peuple français, en prônant le paradigme d'une nation gauloise unifiée, alors même que l'existence d'un peuple gaulois était douteuse. En effet, le territoire français était à la fin de la période classique constellé de tribus celtes n'ayant que des liens très lâches entre elles, avec parfois des liens plus étroits avec les autres tribus du monde celte tels que les Galates ou les habitants de Gaule cisalpine qu'avec les autres « Gaulois », ainsi que d'autres peuples et tribus non-celtes et non-indo-européens tels les Aquitains (ou proto-basques), les Ibères et les Ligures. En dépit de ce fait, les historiens favorables à la Révolution avalisèrent ce paradigme et firent de Vercingétorix la figure emblématique du chef de la nation se battant contre l'envahisseur... La question de savoir si les Gaulois avaient conscience d'appartenir à un ensemble de peuples ayant en commun une culture commune au-delà de leur tribu n'est cependant toujours pas tranchée, la différence entre les Celtes vivant en France et les Celtes du reste de l'Europe restant difficile à évaluer (lire le paragraphe Sentiment d'appartenance de l'article Gaulois (peuples)).
Ce fut pendant le Second Empire que cette idée prit naissance dans les esprits, avec les premières cérémonies officielles pour revendiquer cette ascendance, telles que l'érection d'une statue de Vercingétorix à Alésia. Napoléon III était en effet un grand admirateur de Jules César (en tant que porteur de civilisation sur des terres considérées alors comme barbares), et il contribua largement à la redécouverte et à la mise en valeur de l'histoire des peuples gaulois. Il avait pris à cœur de retrouver le site du siège d'Alésia et fit exécuter d'importantes fouilles archéologiques qui donnèrent les résultats escomptés. L'érection d'un Monument à Vercingétorix à Alésia illustrait aussi les aspirations politiques de l'empereur, qui légitimait en quelque sorte ses vues sur l'histoire de France et sa place dans une Europe où, de l'Italie du Risorgimento au Royaume de Prusse en passant par la guerre d'indépendance grecque, les nationalismes européens avaient atteint leur paroxysme et où chaque peuple disputait aux autres la précédence historique.
Ce mythe des origines fait partie du « roman national, construction mythifiée de l'histoire de France héritée de Michelet et destinée au public populaire de l'école primaire et du foyer familial, écrit à la fin du XIXe siècle par différents historiens : Amédée Thierry, Henri Martin, Ernest Lavisse... L'expression « Nos ancêtres les Gaulois » est en particulier associée à la mémoire de ce dernier qui enseignait notamment : « Autrefois notre pays s'appelait la Gaule et les habitants s'appelaient les Gaulois » (cours élémentaire, 1), « Il y a deux mille ans la France s'appelait la Gaule » (cours moyen, 5), « Nous ne savons pas au juste combien il y avait de Gaulois avant l'arrivée des Romains. On suppose qu'ils étaient quatre millions » (conclusions du livre I du cours moyen), « Les Romains qui vinrent s'établir en Gaule étaient en petit nombre. Les Francs n'étaient pas nombreux non plus, Clovis n'en avait que quelques milliers avec lui. Le fond de notre population est donc resté gaulois. Les Gaulois sont nos ancêtres » (cours moyen, 26), « Dans la suite, la Gaule changea de nom. Elle s'appela la France » (cours élémentaire, 14). La formule emblématique « Nos ancêtres les Gaulois » se trouve chez Lavisse dans un passage du Dictionnaire de pédagogie et d'instruction primaire (commencé en 1878 et publié en 1887): « Il y a dans le passé le plus lointain une poésie qu'il faut verser dans les jeunes âmes pour y fortifier le sentiment patriotique. Faisons-leur aimer nos ancêtres les Gaulois et les forêts des druides, Charles Martel à Poitiers, Roland à Roncevaux, Godefroi de Bouillon à Jérusalem, Jeanne d'Arc, Bayard, tous nos héros du passé, même enveloppés de légendes car c'est un malheur que nos légendes s'oublient, que nous n'ayons plus de contes du foyer, et que, sur tous les points de la France, on entende pour toute poésie que les refrains orduriers et bêtes, venus de Paris. Un pays comme la France ne peut vivre sans poésie ». Il s'agit bien d'une reconstruction d'un passé mythique, dans le but de forger la nation française dans le cadre de la Troisième République.

## Réception
Avec la mise en œuvre d'un enseignement dans l'Empire colonial français sur le modèle de celui de la métropole auprès d'une partie des enfants originaires des colonies, l'expression leur est enseignée sans changement. Cela a suscité souvent de l'amusement, de la perplexité ou des sarcasmes vis-à-vis de son décalage avec la réalité
.
Ainsi, « Nos ancêtres les Gaulois » est également le titre d'un livre de fiction satiro-comique d'André Chamson édité en 1958. Henri Salvador, qui trouvait cette expression comique dans la bouche de l'un de ses professeurs antillais, avait raconté l'anecdote à Boris Vian en 1958, qui aussitôt lui écrivit les paroles de la chanson Faut rigoler.
L'expression reste présente au XXIe siècle, par exemple réactivée par Nicolas Sarkozy qui déclare en 2016 "Dès que vous devenez français, vos ancêtres sont gaulois", provoquant des critiques et des explications.

## Un héritage controversé

### Héritage linguistique et toponymique
Le français est, pour l'essentiel, une langue dérivée du latin adopté par les élites gallo-romaines : l'héritage de la langue gauloise en français comprend entre 100 et 300 noms communs, souvent d'usage très local et dialectal, mais beaucoup plus si l'on inclut les très nombreux noms de lieux d'origine gauloise (Paris, Lyon, Vercors, Bretagne, Belgique, Loire, etc.).  Si l'on ne compte que les noms communs, c'est un peu moins que l'héritage vieux bas-francique ou même arabe, même s'il faut remarquer que l'influence de superstrat (et non de substrat) du lexique arabe n'est essentiellement pas directe, mais résulte d'un emprunt au latin médiéval, à l'italien ou dans une moindre mesure à l'espagnol. L'italien est en effet, de loin, la langue qui a fourni le plus de termes (après le latin) au français avec près de 1500 mots, soit 5 à 10 fois plus. Malgré tout, le français reste la langue romane connaissant le lexique d'origine celtique le plus important. L'apport du gaulois dans la phonétique et à la syntaxe du gallo-roman, à l'origine du vieux français et du français standard, reste pourtant mal connu étant donné la connaissance trop partielle de la langue gauloise. Cependant, il existe quelques évolutions phonétiques assurées et mises en lumière par Pierre-Yves Lambert et qui sont redevables à une action du substrat gaulois, comme par exemple : le traitement propre à la langue française des groupes latins /pt/ et /ps/ qui se sont confondus avec /kt/ et /ks/, c'est-à-dire à /xt, xs/, puis /it, is/ (/i/ second élément d'une diphtongue). Latin capsa > *kaxsa > français caisse; latin captivus > *kaxtivus > ancien français chaitif (> chétif) à comparer avec l'inscription gauloise de La Graufesenque dans laquelle paropsides « sorte de vase » est écrit paraxsidi.
Même si l'idée même d'une « Gaule » unifiée est sujette à caution, puisque le terme Gallia à l'étymologie incertaine est issu du latin, ne connaît pas de descendant en français (Gaule étant un emprunt au germanique Walha), et que c'est César lui-même qui a inventé arbitrairement le concept politique et culturel d'une Gaule homogène en découpant la Celtique à l'ouest du Rhin :

« Parler de "la" Gaule, en fait, prête déjà à discussion. Au Ier siècle avant notre ère, à la veille de la conquête par Jules César, l’espace géographique très vaste englobant la France, la Belgique, le Luxembourg, une partie de l’Allemagne et des Pays-Bas actuels est occupé par une mosaïque d’une centaine de peuples, de fédérations, d’associations et de petites collectivités, dont la taille, l’organisation politique et les relations avec Rome sont extrêmement diverses. »

Toutefois, le docteur en histoire ancienne Emmanuel Arbabe exprime une pensée contradictoire, estimant que l'espace gaulois est homogène :

« Comme le martèle César, ces factions n'existent et n'ont de sens que dans le cadre gaulois. C'est justement parce qu'elles s'en disputent la domination qu'elles s'opposent, parce qu'elles s'estiment chacune comme la composante principale du cadre territorial dans lequel est appelé naturellement à s'épanouir leur domination. Elles ne conçoivent pas le reste de l'espace Gaulois, une fois leur zone de domination soustraite, comme un espace étranger ou extérieur, en tout cas pas au même titre que les espaces périphériques. Ainsi, il n'est jamais question de revendications sur les territoires outre-Rhin, ni sur les espaces alpins, breton ou aquitain. [...] Ces liens entrecroisés assuraient l'existence d'un ensemble Gaulois qu'on peut différencier des espaces voisins. Il n'y a aucune trace que les peuples aquitains, Germain transrhénans et même gaulois, ethniquement et culturellement parlant, vivant en dehors de la Gaule césarienne, aient pris part à aucune de ces organisations. »

Il est difficile cependant de mettre en évidence l'existence de dialectes en gaulois, car elle ne s'appuie pas sur des preuves solides actuellement, d'autant plus que le substrat gaulois, bien marqué dans la toponymie française est assez semblable d'une région à l'autre (si l'on exclut le traitement phonétique particulier exercé par les dialectes et langues romans locaux). En tout cas, comme le signalait déjà Jules César à propos de la langue parlée en Aquitaine, la toponymie de certaines régions comme la Gascogne ou l'est du Rhône reflète une moins grande celtisation que le reste de la Gaule, ex : suffixe -os en Gascogne de type aquitanique ou -osc, -asc en Provence, tous deux d'origine indigène.

Pourtant dans l'ensemble, les noms de villes et régions historiques ayant repris pour beaucoup celui de la civitas dans l'organisation administrative romaine du peuple gaulois correspondant, les villages ayant quant à eux souvent conservé les noms des fermes gauloises et des défrichements qui en sont à l'origine,. En outre, l'hydronymie de la France continentale (par exemple celle du bassin de la Seine) est marquée par son passé gaulois. 

« Il est digne de remarquer que les vieux états gaulois ont conservé jusqu'à une époque très voisine de nous, leur nom, leurs limites et une sorte d'existence morale dans les souvenirs et les affections des hommes. Ni les Romains, ni les Germains, ni la féodalité, ni la monarchie n'ont détruit ces unités vivaces ; on les retrouve encore dans les provinces et les pays de la France actuelle. »

— Fustel de Coulanges

### Analyse historique et génétique

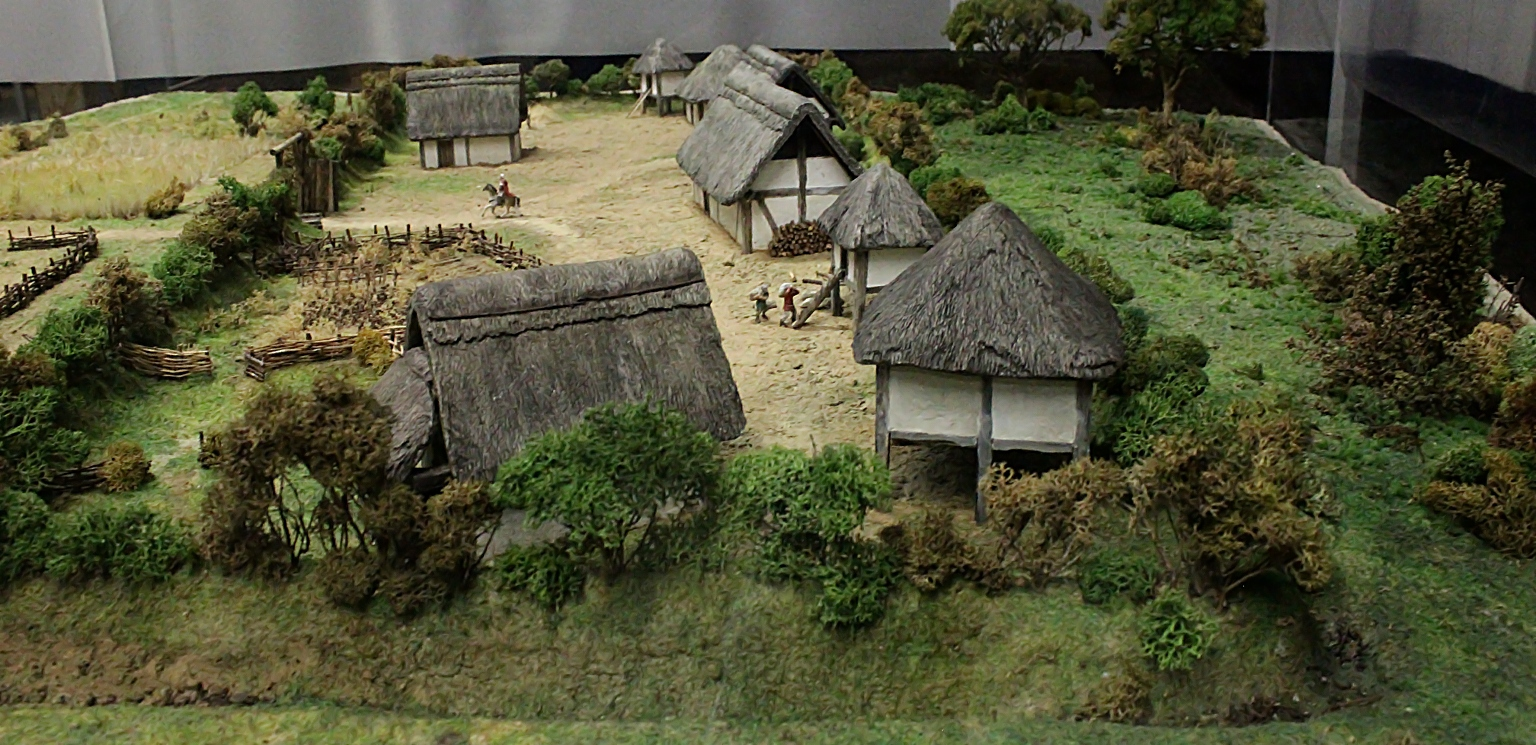
Ferme gauloise de Verberie.

Selon la revue L'Histoire, les écrits fournis par Poseidonios au début du Ier siècle avant notre ère et par Jules César César cinquante ans plus tard permettent d'évaluer une population de plus d'une dizaine de millions d'individus, pour un territoire équivalent à celui de la France actuelle. Les invasions barbares concernaient des populations peu nombreuses, de quelques milliers d'individus. C'est une population descendant essentiellement des peuples vivant dans l'espace de la mythique Gaule qui peuplait au cours du Ier millénaire le territoire correspondant à la France moderne.
Dans l'Atlas des immigrations en France, les historiens Pascal Blanchard, Hadrien Dubucs et Yvan Gastaut dénombrent 96 vagues successives d’immigration après la Gaule qui ont construit la France et « ont dilué l’origine gauloise ». Leur conclusion est que « plus grand monde n’a des ancêtres gaulois parmi les 38 millions de Français de 1918 ». Le brassage s’accélère même avec les immigrations méditerranéennes du XXème siècle (italiens, espagnols et portugais), mais aussi polonais, puis maghrébins et africains. Génétiquement, « il faut remonter à 3 500 ans pour trouver des ancêtres communs à une majorité de Français ».